# Ranunculus sahendicus
Ranunculus sahendicus är en ranunkelväxtart som beskrevs av Pierre Edmond Boissier och Buhse. Ranunculus sahendicus ingår i släktet ranunkler, och familjen ranunkelväxter. Inga underarter finns listade i Catalogue of Life.